# Person Reserve
 Denne artikel bør gennemlæses af en person med fagkendskab for at sikre den faglige korrekthed.

Person Reserve (PR) er en enhed til at beskrive mængden af en ressource, der stadig er tilgængelig for en gennemsnitlig verdensborger og dennes efterkommere. Hvert menneske kan bruge 1 PR til sig selv og dennes efterkommere. I de fleste miljøvurderinger udregnes det i tusindedel af person reserve (mPR).

## Udregning
{\displaystyle Materialemaengde\ (i\ kg)\ [A]\cdot mPR/kg\ for\ [A]\ =\ mPR\ for\ materiale}

### Eksempel
Aluminium: 1,5 mPR/kg Al

Stål, maskinstål: 0,08 mPR/kg Fe, 0,05 mPR Mn

#### Udregning
Eksempel for udregning ved to kg materiale
Aluminium: {\displaystyle 2\ kg\cdot 1,5\ mPR/kg\ Al\ =\ 3\ mPR\ Al}

Rustfrit stål: {\displaystyle 2\ kg\cdot 0,08\ mPR/kg\ Fe\ +\ 2\ kg\ \cdot 0,05mPR/kg\ Mn\ =\ 0,16\ mPR\ Fe\ +\ 0,10\ mPR\ Mn}

## Fodnoter
1. ↑  Håndbog i miljøvurdering Miljøstyrelsen

| Enheder | Spire Denne artikel om standarder og måleenheder er en spire som bør udbygges. Du er velkommen til at hjælpe Wikipedia ved at udvide den. |